# Baltic Sea Academy
 (juin 2019).

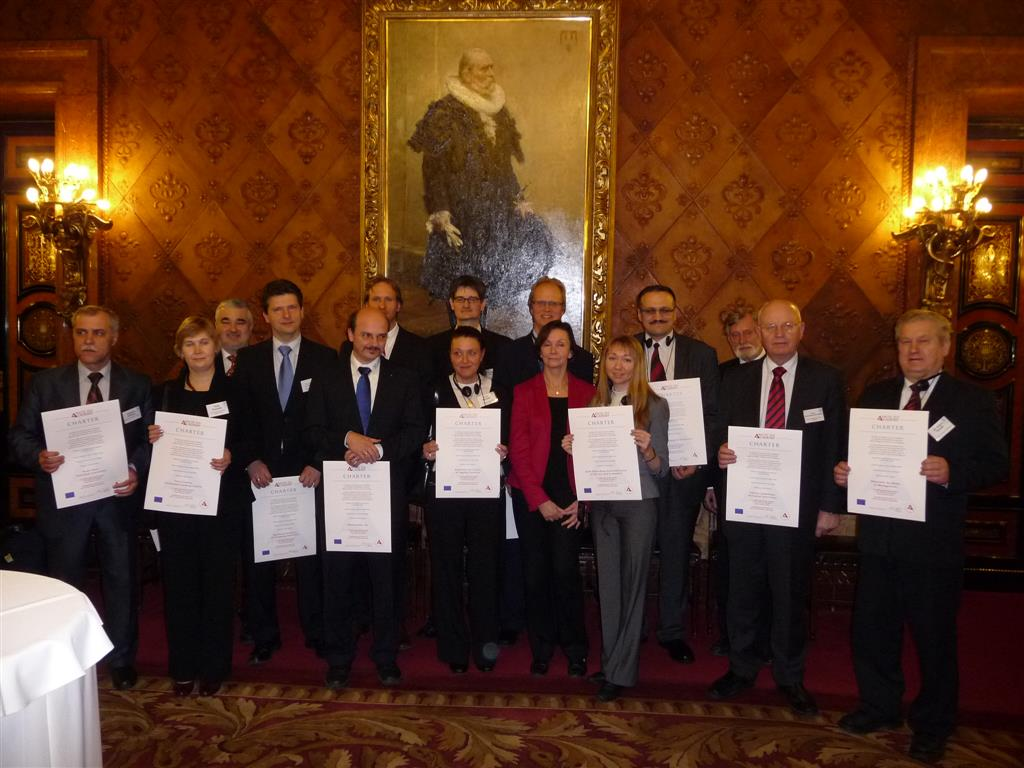
Photo de la réunion de fondation, février 2010

La Baltic Sea Academy est un réseau de 15 universités de 9 pays riverains de la région de la mer Baltique. Elle a été initiée par le Parlement Hanséatique et établie en tant qu'association à but non lucratif en février 2010. L'objectif commun est de faire le lien entre les petites et moyennes entreprises (PME) et le monde universitaire. 

## Activités
La Baltic Sea Academy soutient activement les entreprises en leur proposant des solutions concrètes en matière de R&D, mais elle crée et met également en œuvre des programmes sur mesure pour les PME. La promotion de solutions innovantes pour ces entreprises est une priorité pour les tâches de R&D réalisées. En ce qui concerne les cursus d'études créés, l'accent est mis sur le système d'éducation double , permettant une combinaison de compétences pratiques et de connaissances universitaires. 

## Conférences Hanséatiques
Le terme hanséatique (Parlement, Conférence) rappelle la Ligue hanséatique, association de villes d'Europe du Nord autour de la mer Baltique qui eut une grande importance historique.
Chaque année, le Parlement Hanséatique accueille la Conférence Hanséatique, une conférence de deux jours accueillant jusqu'à 120 participants issus du monde de l'entreprise, de la politique ainsi que du monde académique, pour débattre sur le thème de l'économie moyenne. La conférence est le fruit d'une participation très animée des différents participants. Après deux ou trois présentations, ceux-ci discutent, et imaginent de possibles scenarios pour l’avenir. 
Parmi les personnalités ayant participé à ces réunions, on[Qui ?] note le commissaire européen Günther Oettinger en 2011, les commissaires européens Johannes Hahn et Algirdas Šemeta, le ministre de la Défense de Lettonie Artis Pabriks en 2013. À la suite des conférences, des présentations, des documents universitaires  idées des discussions sont publiés dans un livre rédigé par la Baltic Sea Academy.

## Publications
La Baltic Sea Academy publie des articles de conférences et de programmes stratégiques. Les premières publications réalisées sont : 
- Strategies for the Development of Crafts and SMEs in the Baltic Sea Region, 180 pages (disponible en Allemand, Polonais, Anglais, et en Russe), 2011
- Education Policy Strategies today and tomorrow around the Mare Balticum , 432 pages (disponible en Allemand et en Anglais), 2011
- Energy Efficiency and Climate Protection around the Mare Balticum, 264 pages (disponible en Allemand et en Anglais), 2011
- Strategy Programme for education policies in the Baltic Sea Region, 172 pages (disponible en Allemand, en Polonais et en Anglais), 2012
- SME relevant sectors in the BSR: Personnel organisation, Energy and Construction, 188 pages (disponible en Anglais), 2012
- Strategies and Promotion of Innovation in Regional Policies around the Mare Balticum, 432 pages, (disponible en Allemand et en Anglais), 2012
- Strategy Programme for innovation in regional policies in the Baltic Sea Region, 240 pages (disponible en Allemand, en Polonais, et en Anglais), 2012
- Humanivity - Innovative economic development  through human growth, 248 pages (disponible en Anglais), 2012